# Elsad Zverotić
Elsad Zverotić (Berane, 31 de octubre de 1986) es un futbolista montenegrino que juega en la posición de centrocampista en el FC Aarau y en la Selección de fútbol de Montenegro.

## Carrera
Zverotić comenzó su carrera en el FK Berane de su país, pero pronto se marchó a Suiza, en donde ha realizado prácticamente la totalidad de su carrera.
Su primer equipo en Suiza fue el FC Bazenheid, en donde permaneció solo una temporada, después jugó en el FC Wil donde jugó 114 partidos, lo que le catapultó a los grandes clubes de la Superliga Suiza. En 2008 fichó por el FC Luzern donde jugó de nuevo a muy buen nivel, llegando a disputar 84 partidos y marcando dos goles.

### Young Boys
Zverotić se unió al BSC Young Boys en el verano de 2011. Allí jugó 58 partidos y marco únicamente un gol. Eso sí, fue un gran gol y lo hizo en la Europa League 2012-13 frente al Liverpool FC.

### Fulham
Este gol llamó la atención de los equipos ingleses y en 2013, Zverotić, fichó por el Fulham FC, en un contrato de 2 años de duración. Con este club debutó en la Premier League.

### Sion
Sin embargo, en 2015 decidió rescindir su contrato con el equipo inglés y desde ese año juega en el FC Sion suizo.

## Carrera internacional
Zverotić es internacional desde 2008 con la Selección de fútbol de Montenegro absoluta. Él marcó su primer gol con la selección el 7 de septiembre de 2010, en un partido de Clasificación para la Eurocopa 2012 ante Bulgaria. También marcó en un partido frente a la Selección de fútbol de Inglaterra el 7 de octubre de 2011. También marcó en la fase de Clasificación para el Mundial 2014.

## Clubes
- FK Berane (2002-2003)
- FC Bazenheid (2003-2004)
- FC Wil (2004-2008)
- FC Luzern (2008-2011)
- BSC Young Boys (2011-2013)
- Fulham FC (2013-2015)
- FC Sion (2015-2017 )
- FC Aarau (2018- )